# Lijst van oorlogsmonumenten in Eindhoven
De Nederlandse gemeente Eindhoven heeft twintig oorlogsmonumenten. Hieronder een overzicht.
| Nr.                             | Object                                                               | Herdachte groep | Ontwerper                                                           | Onthulling                           | Type               | Locatie                                  | Plaats    | Coördinaten                   | Foto                                                                 |
| ------------------------------- | -------------------------------------------------------------------- | --- | ------------------------------------------------------------------- | ------------------------------------ | ------------------ | ---------------------------------------- | --------- | ----------------------------- | -------------------------------------------------------------------- |
| 264                             | Monument voor de Vrouw                                               | overig | Willy Mignot                                                        | 12 mei 1956                          | reliëf             | Parklaan, 5613 BA                        | Eindhoven | 51° 26' 31" NB, 5° 29' 37" OL | Monument voor de Vrouw                                               |
| 265                             | Gekooide Vrijheid                                                    | algemeen | Hans van Eerd                                                       | 12 december 1987                     | beeld/sculptuur    | Wilhelminaplein, 5611 HE                 | Eindhoven | 51° 26' 16" NB, 5° 28' 17" OL | Gekooide Vrijheid                                                    |
| 266                             | Monument op begraafplaats Fellenoord                                 | burgerslachtoffers | Ir. F.M.A. Vervest                                                  |                                      | begraafplaats/graf | Boschdijk 254, 5622 PA                   | Eindhoven | 51° 27' 0" NB, 5° 27' 59" OL  | Monument op begraafplaats Fellenoord                                 |
| 267                             | Monument voor de Gevallenen                                          | burgerslachtoffers, verzet Nederland                                                                                   | Federico Antonio Carasso (1899-1969)                                | 30 december 1950, herplaatst in 2014 | beeld/sculptuur    | Glaslaan, 5616 LD                        | Eindhoven | 51° 26' 40" NB, 5° 27' 44" OL | Monument voor de Gevallenen                                          |
| 268                             | Gebroeders Hornemannmonument                                         | vervolgden Nederland                                                                                                   | Theo van Brunschot                                                  | april 1988                           | zuil               | Hornemannplantsoen                       | Eindhoven | 51° 25' 49" NB, 5° 28' 44" OL | Gebroeders Hornemannmonument                                         |
| 270                             | Anne Frank                                                           | vervolgden Nederland                                                                                                   | Theo van Brunschot                                                  | 4 mei 1990                           | zuil               | Anne Frankplantsoen, 5611                | Eindhoven | 51° 25' 60" NB, 5° 28' 47" OL | Anne Frank                                                           |
| 786                             | Bevrijdingsreliëf                                                    | geallieerde militairen, overig                                                                                         | Jos Reniers                                                         | 17 september 1994                    | reliëf             | Marktstraat, 5611 EA                     | Eindhoven | 51° 26' 23" NB, 5° 28' 41" OL | Bevrijdingsreliëf                                                    |
| 787                             | Monument aan de Rechtestraat                                         | burgerslachtoffers | Gerard Engels                                                       | 19 september 1997                    | reliëf             | hoek Kerkstraat - Rechtestraat, 5611 GL  | Eindhoven | 51° 26' 18" NB, 5° 28' 42" OL | Monument aan de Rechtestraat                                         |
| 788                             | Oorlogs- en bevrijdingsmonument                                      | algemeen, militairen in dienst van het Ned. Kon. 1940-1945, burgerslachtoffers, vervolgden Nederland, verzet Nederland | Paul Grégoire, prof. Ludwig Oswald Wenckebach, ir. Jan van der Laan | 18 september 1954                    | beeld/sculptuur    | Stadhuisplein, 5611 EM                   | Eindhoven | 51° 26' 6" NB, 5° 28' 48" OL  | Oorlogs- en bevrijdingsmonument                                      |
| 791                             | Airborne-monument                                                    | geallieerde militairen, overig                                                                                         | Ir. André de Bock (origineel), Theo van Brunschot (replica)         | 22 september 1969                    | gedenksteen        | Airbornelaan, 5632 JA                    | Eindhoven | 51° 28' 31" NB, 5° 29' 43" OL | Airborne-monument                                                    |
| 2305                            | Plaquette in het NS-station                                          | burgerslachtoffers | Ir. H.G.J. Schelling (ontwerp), H.J. Winkelman (uitvoering)         |                                      | plaquette          |                                          | Eindhoven | 51° 26' 12" NB, 5° 28' 41" OL | Meer afbeeldingen                                                    |
| 2648                            | Willem Hikspoorsbrug                                                 | geallieerde militairen                                                                                                 |                                                                     | 21 september 1984                    | overig             | Soeterbeekseweg, 5632                    | Eindhoven | 51° 28' 8" NB, 5° 30' 36" OL  | Willem Hikspoorsbrug                                                 |
| 3252                            | Monument in het Stadhuis                                             | militairen in dienst van het Ned. Kon. na 1945, militairen in dienst van het Ned. Kon. 1940-1945                       | Niel Steenbergen                                                    |                                      | plaquette          | Stadhuisplein 1, 5611 EM                 | Eindhoven | 51° 26' 6" NB, 5° 28' 47" OL  | Monument in het Stadhuis                                             |
| 3337                            | Monument voor 1,1 miljoen concentratiekampslachtoffers               | burgerslachtoffers,Vervolgden Nederland                                                                                | Han van Wetering (1948)                                             | 10 april 2009                        | beeld/sculptuur    | Ten Hagestraat, 5611 EG                  | Eindhoven | 51° 26' 15" NB, 5° 28' 53" OL | Monument voor 1,1 miljoen concentratiekampslachtoffers               |
| 3670                            | Monument Operation Oyster                                            | burgerslachtoffers | Peter Nagelkerke                                                    | 6 december 2011                      | beeld/sculptuur    | Mathildelaan 2, 5611                     | Eindhoven | 51° 26' 27" NB, 5° 28' 24" OL | Monument Operation Oyster                                            |
| Dit oorlogsmonument op Wikidata | Eindhoven bevrijd, 18 september 1944                                 | 506th Parachute Infantry Regiment, 2nd Household Cavalry                                                               |                                                                     |                                      | tegel              | 18 Septemberplein, 5611AA                | Eindhoven | 51° 26' 29" NB, 5° 28' 37" OL | Meer afbeeldingen                                                    |
| Dit oorlogsmonument op Wikidata | Offerkruis op de Gemeentelijke begraafplaats Woensel (de Oude Toren) | militairen van het Gemenebest                                                                                          | Reginald Blomfield                                                  |                                      |                    | Baffinlaan, 5623PK                       | Eindhoven | 51° 27' 22" NB, 5° 28' 50" OL | Offerkruis op de Gemeentelijke begraafplaats Woensel (de Oude Toren) |
| Dit oorlogsmonument op Wikidata | Gevelsteen ter herinnering aan het bombardement van 3 maart 1941     | | C.B. (Carel) Dericks                                                |                                      | gevelsteen         | Tramstraat 60, 5611CR                    | Eindhoven | 51° 26' 22" NB, 5° 29' 0" OL  | Gevelsteen ter herinnering aan het bombardement van 3 maart 1941     |
| Dit oorlogsmonument op Wikidata | Monument parochianen van St. Joris                                   | burgerslachtoffers |                                                                     | 19 september 1984                    |                    | St. Jorislaan 37, 5614AA                 | Eindhoven | 51° 25' 48" NB, 5° 29' 30" OL | Monument parochianen van St. Joris                                   |
| 4185                            | Verzetsheldenmonument                                                | burgerslachtoffers | Joep Coppens                                                        | 1995                                 | beeld/sculptuur    | Verzetsheldenlaan 3, 5626GJ              | Acht      | 51° 28' 26" NB, 5° 26' 15" OL | Verzetsheldenmonument                                                |
| Dit oorlogsmonument op Wikidata | Stolpersteine                                                        | vervolgden Nederland                                                                                                   | Gunter Demnig                                                       | 2010                                 | plaquette          | Zie Lijst van Stolpersteine in Eindhoven | Eindhoven |                               | Meer afbeeldingen                                                    |

Alphen-Chaam ·
Altena ·
Asten ·
Baarle-Nassau ·
Bergeijk ·
Bergen op Zoom ·
Bernheze ·
Best ·
Bladel ·
Boekel ·
Boxtel ·
Breda ·
Cranendonck ·
Deurne ·
Dongen ·
Drimmelen ·
Eersel ·
Eindhoven ·
Etten-Leur ·
Geertruidenberg ·
Geldrop-Mierlo ·
Gemert-Bakel ·
Gilze en Rijen ·
Goirle ·
Halderberge ·
Heeze-Leende ·
Helmond ·
's-Hertogenbosch ·
Heusden ·
Hilvarenbeek ·
Laarbeek ·
Land van Cuijk ·
Loon op Zand ·
Maashorst ·
Meierijstad ·
Moerdijk ·
Nuenen, Gerwen en Nederwetten ·
Oirschot ·
Oisterwijk ·
Oosterhout ·
Oss ·
Reusel-De Mierden ·
Roosendaal ·
Rucphen ·
Sint-Michielsgestel ·
Someren ·
Son en Breugel ·
Steenbergen ·
Tilburg ·
Valkenswaard ·
Veldhoven ·
Vught ·
Waalre ·
Waalwijk ·
Woensdrecht ·
Zundert